# Heureusement en France on ne se drogue pas
 (mars 2021).
Heureusement en France on ne se drogue pas est un album d'Alain Kan sorti en 1976.

## Historique
Le titre Les blouses blanches est une reprise de la chanson d'Édith Piaf, écrite par Michel Rivgauche et composée par Marguerite Monnot.

## Réception
Selon l'édition française du magazine Rolling Stone, cet album est le 85e meilleur album de rock français.

## Liste des pistes
| No  | Titre                                      | Auteur                               | Durée |
| --- | ------------------------------------------ | ------------------------------------ | ----- |
| 1.  | Orphélie                                   | Alain Kan / Laurent Thibault         | 4:58  |
| 2.  | Heureusement en France on ne se drogue pas | Alain Kan                            | 2:52  |
| 3.  | Ma solitude                                | Alain Kan / Laurent Thibault         | 5:23  |
| 4.  | G.M. Blues                                 | Alain Kan                            | 9:12  |
| 5.  | Monnaie Monnaie                            | Alain Kan / Laurent Thibault         | 3:43  |
| 6.  | Speed My Speed                             | Alain Kan                            | 3:35  |
| 7.  | Dracula                                    | Alain Kan / Laurent Thibault         | 6:28  |
| 8.  | Ange ou démon                              | Alain Kan / Laurent Thibault         | 4:06  |
| 9.  | Les Blouses blanches                       | Marguerite Monnot / Michel Rivgauche | 4:14  |
| 10. | Pauv' pomme                                | Gilles Thibaut / Jacques Renard      | 3:38  |